# Romanovci
Romanovci (szerbül: Романовци), falu Gradiška községben, Bosznia-Hercegovinában, Bosanska krajina területén, a Szerb Köztársaságban. 

## Fekvése
Bosznia-Hercegovina északi részén, Banja Lukától légvonalban 18, közúton 25 km-re északra, községközpontjától légvonalban 18, közúton 23 km-re délre, 110-230 méteres magasságban fekszik ott, ahol a Kozara-hegység keleti lejtőinek dombjai a Lijevce polje síkságába mennek át. Több, kis településből áll.

## Népessége
| Nemzetiségi csoport | Népesség 1991 | Népesség 2013 |
| ------------------- | ------------- | ------------- |
| Szerb               | 1100          | 969           |
| Bosnyák             | 1             | 0             |
| Horvát              | 14            | 7             |
| Jugoszláv           | 46            | 0             |
| Egyéb               | 38            | 17            |
| Összesen            | 1199          | 993           |

## Története
A település 1878-ig tartozott az Oszmán Birodalomhoz, ekkor a berlini kongresszus határozata alapján az Osztrák-Magyar Monarchia része lett. 1879-ben az első osztrák-magyar népszámlálás során a Banja Luka községhez tartozó településnek 86 háztartása és 590 ortodox szerb lakosa volt. 1910-ben a Bosanska Gradiškai járáshoz és Romanovci községhez tartozó településen 152 háztartást, 855 ortodox szerb, 5 muszlim és 5 görög katolikus lakost találtak. A monarchia szétesésével 1918-ban előbb a Szerb-Horvát-Szlovén Királyság, majd 1929-től a Jugoszláv Királyság része. 1921-ben a falunak 221 háztartása és 1243 lakosa volt.Jugoszlávia megszállása után a település a Független Horvát Állam (NDH) része lett. A falu 1945-től a szocialista Jugoszlávia része volt. A boszniai háború idején a Boszniai Szerb Köztársaság része volt. A daytoni békeszerződést követő területfelosztásnál Bosanska Gradiška község részeként a Szerb Köztársaság területéhez került. 

## Nevezetességei
A településen található egy ortodox faházas templom, amelyet Szent Miklós tiszteletére szenteltek fel, és amelyet Bosznia-Hercegovina nemzeti műemlékévé nyilvánítottak. A romanovci templom jellegzetességei, formája, szerény méretei, oltárapszis nélkülisége alapján a 18. századra tehető. A templomon látható dátumok a templom bejárati ajtajára vésett 1812-es évszám és az ajtóba vésett 1815-ös évszám. Ezek a renoválások évszámai lehetnek. A népi legenda szerint azonban a templom akár 400 éves is lehet. A hagyomány szerint a templom helyén egy kis tó volt. Amikor az emberek engedélyt kértek a templom építésére, a törökök egy tavat jelöltek ki templom építésének helyéül, melyet az építés során betemettek. A legenda szerint amikor a szerb építők kora reggel nekiláttak az építésnek, a tó egyik napról a másikra eltűnt.
A templom téglalap alaprajzú, négy méter széles és hét méter hosszú. Vastag tölgy deszkából épült, padlója döngölt földből van. A templom belsejét az ikonosztáz oltárrészre és hajórészre osztja. A templomban egykor két régi nyomtatott könyv volt, egy 1700-ban Budán nyomtatott misekönyv és egy 1838-ban nyomtatott zsoltár.

## Fordítás
- Ez a szócikk részben vagy egészben  a(z)   Црква брвнара у Романовцима című szerb Wikipédia-szócikk ezen változatának fordításán alapul.  Az eredeti cikk szerkesztőit annak laptörténete sorolja fel. Ez a jelzés csupán a megfogalmazás eredetét és a szerzői jogokat jelzi, nem szolgál a cikkben szereplő információk forrásmegjelöléseként.